# Parascela
Parascela es un género de insecto coleóptero de la familia Chrysomelidae.

## Especies
Las especies de este género son:
- Parascela castanea Tan in Tan & Wang, 1983
- Parascela tuberosa Tan & Wang, 1983